# Emmanuel Gobilliard
Emmanuel Marie Anne Alain Gobilliard (ur. 18 lutego 1968 w Saumur) – francuski duchowny katolicki, biskup pomocniczy Lyonu w latach 2016-2022, biskup diecezjalny Digne od 2022.

## Życiorys

### Prezbiterat
Święcenia kapłańskie otrzymał 29 czerwca 1997 i został inkardynowany do diecezji Le Puy-en-Velay. Po święceniach został diecezjalnym duszpasterzem młodzieży i kapelanem licealnym. W 2006 objął funkcję rektora kościoła katedralnego.

### Episkopat
16 czerwca 2016 papież Franciszek mianował go biskupem pomocniczym archidiecezji lyońskiej, ze stolicą tytularną Carpentras. Sakry udzielił mu 11 września 2016 metropolita Lyonu - kardynał Philippe Barbarin.
15 października 2022 ten sam papież przeniósł go na urząd biskupa diecezjalnego Digne. 11 grudnia 2022 odbył ingres do katedry Notre-Dame du Bourg w Digne-les-Bains.